# Коцоєв Арсен Борисович
Арсен Борисович Коцоєв (ос. Коцойты Арсен; 15 січня 1872, с. Гізель, Терська область, Російська імперія — 4 лютого 1944, Орджонікідзе, СРСР) — російський і радянський письменник осетинського походження. Один із засновників осетинської художньої прози. На його честь названі вулиці у Владикавказі і Беслані.